# Sió

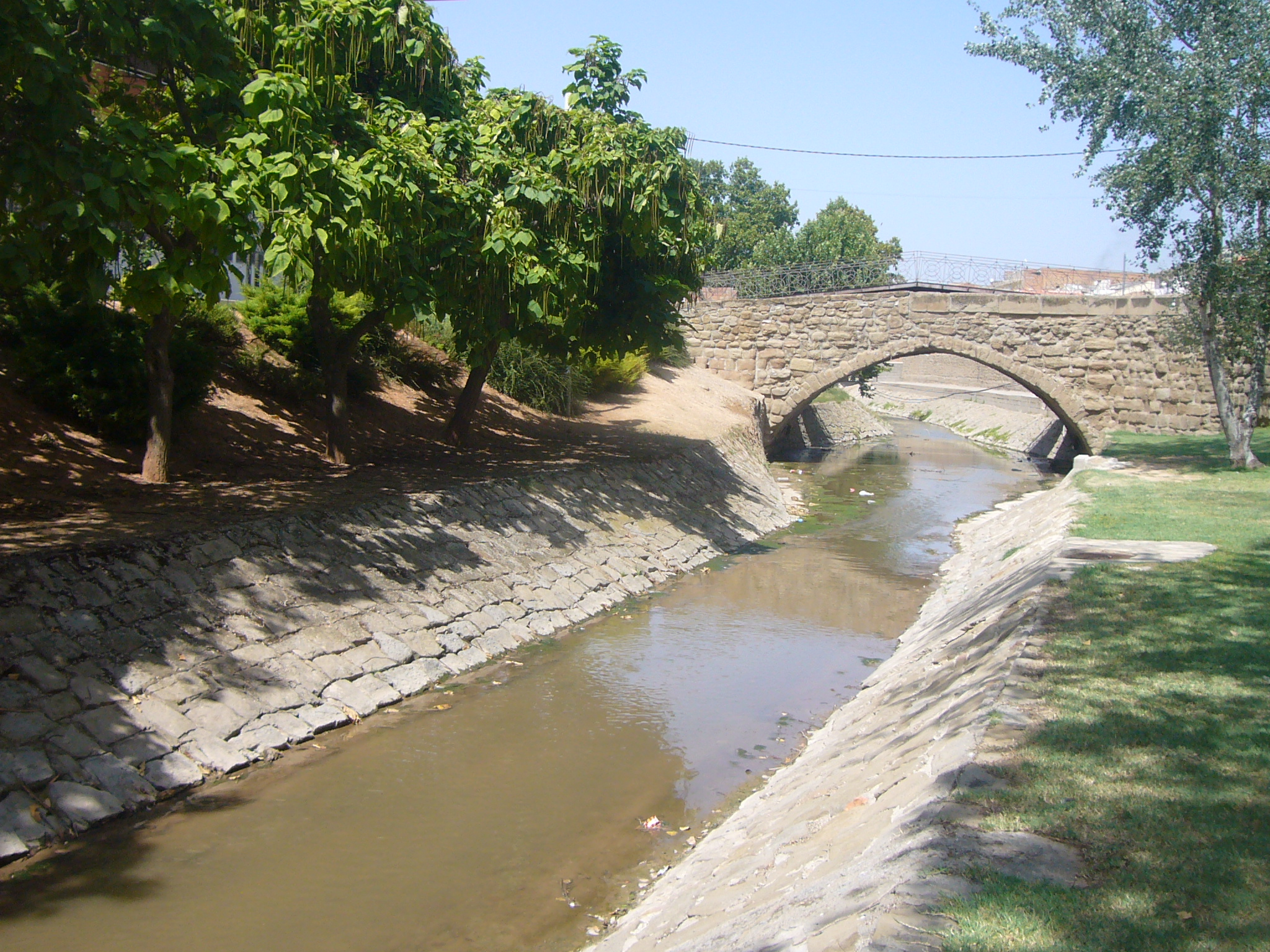
Puente de piedra de Agramunt sobre el río Sió

El río Sió es un afluente del río Segre por su margen izquierda.
Tiene una longitud aproximada de 80 kilómetros. Su orientación va de este a oeste y drena una cuenca conocida como Ribera del Sió.

## Recorrido
Nace en la fuente de Gáver (provincia de Lérida), en la comarca de la Segarra, una comarca muy seca, lo que influye en su caudal que se nutre de las pocas lluvias que caen principalmente en primavera y otoño. En su parte alta, captaciones de agua para abastecer a los pueblos del entorno pueden dejar el cauce totalmente seco. En su tramo bajo, ya en zona de regadío, el caudal aumenta considerablemente.
Pasa por Sant Domí, Gáver, Estarás, Montfalcó Murallar, Olujas, Castellnou de Olujas, Malgrat de Segarra, Preñanosa, Tarroja, Riber, Concabella, La Ratera, Mont-roig, Ossó de Sió, Puigvert de Agramunt, Agramunt, Preixéns, Pradell de Sió, les Ventoses, Butsenit de Montgai, Mongay, Asentiú, y Sant Jordi de Muller.
Desemboca en el río Segre, pocos kilómetros al norte de Balaguer.

## Usos
Sus aguas eran aprovechadas para fuerza motriz de molinos maquileros, por lo que cuenta aún con las presas de captación de agua hacia los mismos. A mediados del siglo XX, los molinos entraron en desuso y se deterioraron muchas de las obras de ingeniería que caracterizaban a estos aprovechamientos hidráulicos. Actualmente se conserva la presa, la acequia, el embalse y el salto de agua del molino de Butsenit de Montgai.
Al mismo tiempo que iban desapareciendo los molinos, se iban instalando en la Ribera del Sió, industrias más modernas que han contaminado las aguas del río Sió por lo que han desaparecido muchas especies fluviales, especialmente los cangrejos de río, los barbos y las anguilas entre otras.